# Централна Чилийска долина
Централната Чилийска долина (на испански: Valle Central) е тектонска междупланинска падина в Северно и Средно Чили. Простира се на около 2500 km от север (границата с Перу, 18° ю.ш.) на юг (залива Анкуд, 41°30′ ю.ш.), а ширината ѝ варира от 40 до 80 km. На запад се загражда от веригата на Бреговите Кордилери (Кордилера де ла Коста), а на изток от Главните Кордилери на Андите.
Надморската ѝ височина се понижава от 1200 m на север до нивото на океана (залива Анкуд) на юг. В северната ѝ част са разположени пустините Тамаругал и Атакама. Разработват се големи находища на селитра. Долината е най-гъсто населеният район на страната и нейната главна земеделска област. В нея са разположени градовете Сантяго де Чиле, Темуко, Ранкагуа, Талка, Чилан. Климатът в северната ѝ част е пустинен, а в средната – субтропичен, средиземноморски, където степните пространства са земеделски усвоени и се отглеждат предимно зърнени и овощни култури. На юг климатът е субтропичен влажен и долината е заета от букови и смесени гори. Тук се отглеждат предимно картофи и се развива животновъдство и дърводобив..